# Eustachius Jeger

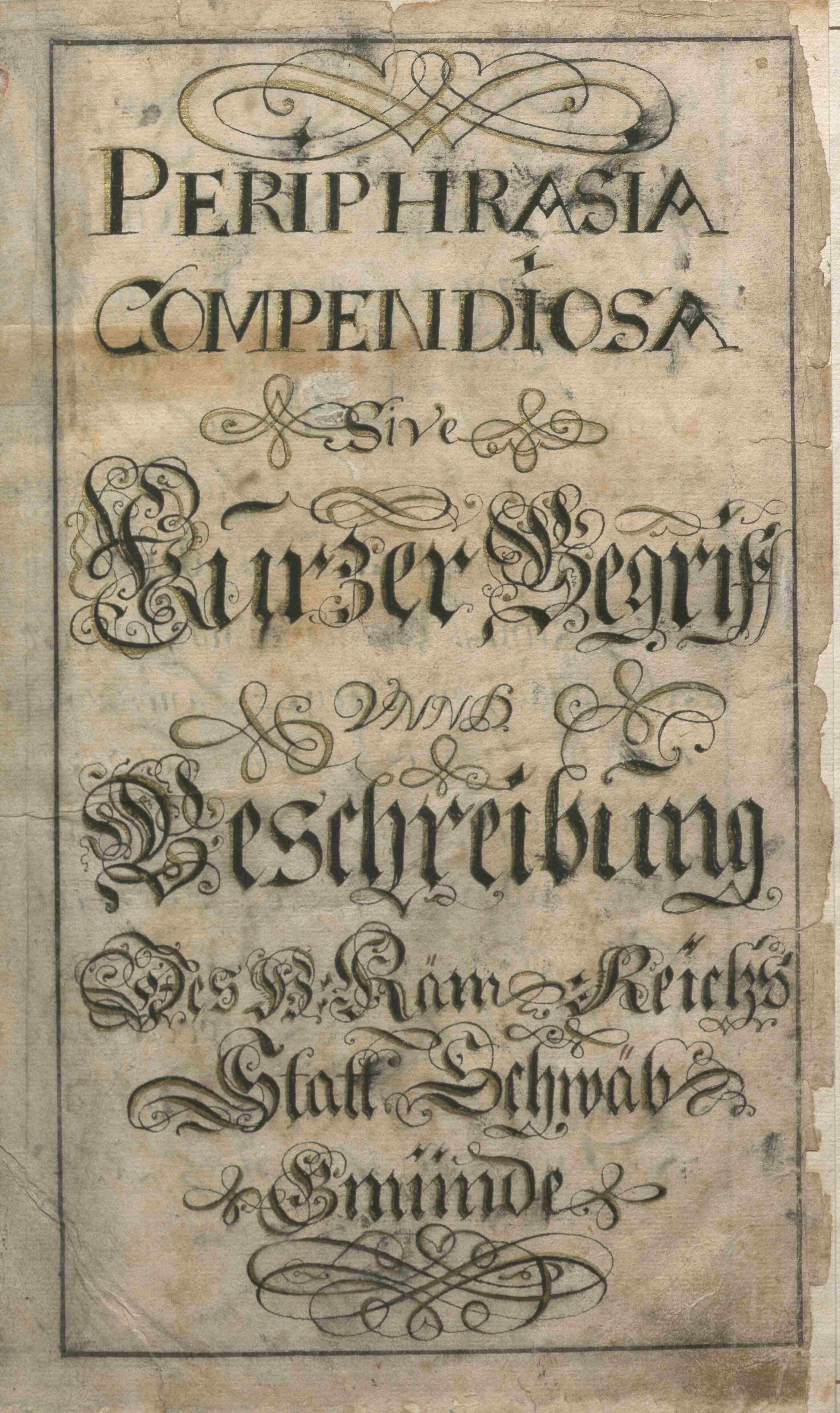
Titelblatt der Periphrasia

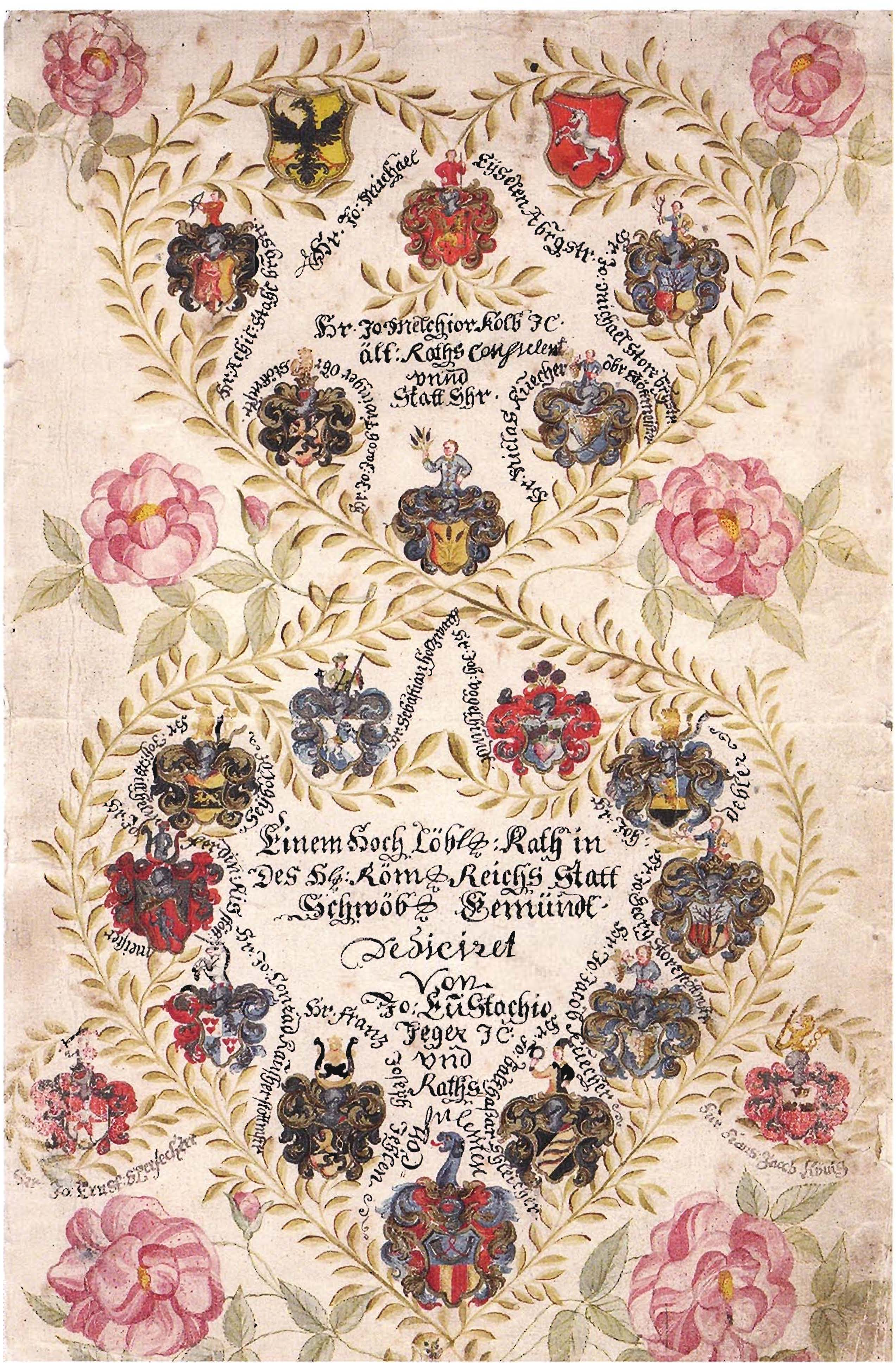
Widmungsblatt

Eustachius Jeger (* 1653 in Schwäbisch Gmünd; † 9. Januar 1729 ebenda) war Ratskonsulent (Stadtjurist) in Schwäbisch Gmünd und Verfasser zweier umfangreicher Schwäbisch Gmünder Rechtsbücher.

## Leben
Jeger entstammte der angesehenen Gmünder Familie Jäger vom Jägersberg und wurde am 1. November 1653 in der Gmünder Heilig-Kreuz-Pfarrkirche getauft. Sein Taufpate war Johann Wolfgang von Rechberg. Er studierte von 1671 bis zu seinem Magisterexamen 1677 Jura an der Universität in Dillingen an der Donau und war 1693 Stadtschreiber in Weil der Stadt. Ab 8. März 1694 war er Ratskonsulent in Schwäbisch Gmünd. 1709 wurde er wegen eines Liebesverhältnisses zu seiner Pflegetochter und zweiten Frau, Veronika Riegert, aus Gmünder Diensten entlassen. Daraufhin war er als Vogt der Freiherren Sturmfeder von Oppenweiler in Backnang tätig, bevor er 1716 wieder Ratskonsulent in Schwäbisch Gmünd wurde, wo er 1729 starb.

## Werk
1707 stellte Jeger zwei umfangreiche handschriftliche Sammlungen Gmünder Rechts zusammen: Periphrasia compendiosa sive Kurzer Begriff und Beschreibung der Heiligen Römischen Reichsstadt Schwäbisch Gmünde und Gamundia Rediviva (beide im Stadtarchiv Schwäbisch Gmünd). Die Periphrasia ist eine Sammlung des gängigen Rechts der Reichsstadt Schwäbisch Gmünd. Die Gamundia Redivia ist ein zugehöriges Reformwerk mit einem Umfang von 942 Seiten. Die Werke entstanden 1707 als private Handexemplare Jegers und erlangten dann rasch Bedeutung in der Gmünder Rechtsprechung. Sie wurden zuletzt zum offiziellen Rechtsbuch der Stadt bis zum Ende der Reichsfreiheit 1802.